# Лексингтон-авеню (Манхэттен)
Ле́ксингтон-авеню (англ. Lexington Avenue) — протяжённая односторонняя улица в Ист-Сайде в боро Манхэттен, Нью-Йорк. Южной границей улицы является Грамерси-парк на 21-й улице, северной — 131-я улица. Длина Лексингтон-авеню составляет 8,9 километра, она проходит через Гарлем, Карнеги-Хилл, Верхний Ист-Сайд, Мидтаун и Мюррей-Хилл. К югу от Грамерси-парка по линии авеню от 14-й до 20-й улиц проходит небольшая двусторонняя улица Ирвинг-Плейс.

## История
В 1831 году застройщик Сэмюэл Рагглс приобрёл ферму Грамерси площадью 9 гектаров, находившуюся между Третьей и Четвёртой авеню и 20-й и 22-й улицами. На её месте он разбил Грамерси-парк. Для облегчения доступа к парку Рагглс проложил дорогу между Третьей и Четвёртой авеню шириной около 23 метров (75 футов). Участку дороги между 14-й до 30-й улицами легислатурой штата Нью-Йорк в 1832 году был предоставлен статус улицы. Она была названа Ирвинг-Плейс (англ. Irving Place) в честь близкого друга Рагглса, выдающегося писателя Вашингтона Ирвинга, никогда, впрочем, не жившего в этом месте. В 1833 году в легислатуру было внесено предложение о том, чтобы продолжить Ирвинг-Плейс до 42-й улицы. Оно было одобрено, и уже в 1835 году был открыт новый участок улицы. Рагглс назвал его по сражению при Лексингтоне. С последовавшим вскоре открытием Юнион- и Стайвесант-сквера спрос на жильё на Ирвинг-Плейс значительно возрос.
В 1849 году на пересечении 23-й улицы и Лексингтон-авеню была основана Свободная академия (англ. Free Academy, ныне Сити-колледж), ставшая первым в США свободным общественным учреждением высшего образования. В 1854 году на пересечении 14-й улицы и Ирвинг-Плейс была открыта Музыкальная академия, зал которой на момент открытия стал одним из крупнейших в мире.
В те годы город активно развивался, что постепенно привело к значительному ухудшению ситуации с канализационной системой. В то время её поддержание, в отличие от водопровода, обеспечивалось не городом, а самими жителями. Так, обитателям Лексингтон-, Второй и Третьей авеню, в отличие от соседних улиц, удалось найти средства на прокладку коллекторов.
В начале XX века часть Лексингтон-авеню и проходящей вдоль неё линии метро были реконструированы. Линия и расширенная улица были открыты для движения 17 июля 1918 года. Спустя 42 года, 17 июля 1960 года, движение по Лексингтон авеню было преобразовано в одностороннее.
На Ирвинг-Плейс ныне находятся головные офисы одного из старейших в США еженедельных журналов The Nation, администрации Нью-Йорка по трудовым ресурсам и энергетической компании Consolidated Edison.

## Общественный транспорт
Вдоль Лексингтон-авеню проходил линия Линия Лексингтон-авеню, Ай-ар-ти Нью-Йоркского метрополитена. Также на улице имеются выходы станций Центральный вокзал — 42-я улица (7), Лексингтон-авеню — 63-я улица (7), Лексингтон-авеню — 59-я улица (N, Q, R). По состоянию на июнь 2013 года Лексингтон-авеню обслуживалась автобусными маршрутами M98, M101, M102 и M103.
Ирвинг-Плейс общественным транспортом не обслуживается.